# Финале Купа сајамских градова 1968.
Финале Купа сајамских градова 1968. је било финале десете сезоне Купа сајамских градова. Утакмице су игране 7. августа и 11. септембра 1968. између клубова Лидс Јунајтеда А.Ф.Ц. из  Енглеске и Ференцвароша из Мађарске. Лидс Јунајтед је победио укупним резултатом од 1–0, пошто је победио у првом мечу са 1–0 код куће пре него што је у реваншу ремизирао 0–0. За оба клуба је то био други наступ у финалу, а Лидс јунајтед је поражен у финалу од загребачког Динама у финалу претходне сезоне, док је Ференцварош освојио турнир 1965. победивши Јувентус у финалу.

## Пут до финала
Куп сајамских градоваа настао је 1955. године као турнир између градова који су били домаћини међународних сајмова. Првобитно је имао нерегуларан формат са такмичењем које се одвијало током више сезона, пре него што је формат промењен тако да се одвија током једне сезоне. Куп сајамских градова 1967/68 био је 10. сезона такмичења.
Обе екипе су учеснице играле су у пет кола пре пласмана у финале. У првој утакмици Лидс је победио луксембуршку Спору из Луксембурга резултатом 16-0 у две утакмице, пре него што је победама над ФК Партизан, Хибернијаном и Ренџерсом изборио полуфинале против шкотског Дандија. У првој утакмици Лидс је ремизирао 1-1, пре него што је гол Едија Греја у касном делу реванш утакмице довео до тога да је Лидс изборио своје место у финалу. Иако је изгубио 3–1 од румунске екипе Арђеш Питешти у првој утакмици њиховог првог кола, Ференцварош је победио у реваншу резултатом 4–0 и прошао у следеће коло. У другом колу је Ференцварош морао да стиже заостатак и победио Сарагосу, пре него што су победе над Ливерпулом, Атлетик Билбаом и Болоњом довеле до финала мађарске стране.
| Лидс јунајтед    | Лидс јунајтед | Лидс јунајтед | Лидс јунајтед | Коло         | Ференцварош    | Ференцварош | Ференцварош | Ференцварош |
| ---------------- | ------------- | ------------- | ------------- | ------------ | -------------- | ----------- | ----------- | ----------- |
| Противник        | Скор          | 1. ута.       | 2. ута.       |              | Противник      | Скор        | 1. ута.     | 2. ута.     |
| Спора Луксембург | 16–0          | 9–0 (г)       | 7–0 (д)       | Прво коло    | Арђес Питешти  | 5–3         | 1–3 (г)     | 4–0 (д)     |
| Партизан         | 3–2           | 2–1 (г)       | 1–1 (д)       | Друго коло   | Реал Сарагоса  | 4–2         | 1–2 (г)     | 3–0 (д)     |
| Хибернијан       | 2–1           | 1–0 (д)       | 1–1 (г)       | Треће коло   | Ливерпул       | 2–0         | 1–0 (д)     | 1–0 (г)     |
| Рејнџерс         | 2–0           | 0–0 (г)       | 2–0 (д)       | Четвртфинале | Атлетик Билбао | 4–2         | 2–1 (д)     | 2–1 (г)     |
| Данди            | 2–1           | 1–1 (г)       | 1–0 (д)       | Полуфинале   | Болоња         | 5–4         | 3–2 (д)     | 2–2 (г)     |

## Утакмице

### Прва утакмица
Први меч, који је Лидс био домаћин на Еланд Роуду у Лидс Јунајтеду, присуствовало је само 25.268, а меч је директно преносио ББЦ, што је наведено као разлог за изненађујуће ниску цифру посећености. Судија прве утакмице био је швајцарски судија Рудолф Шерер. Обе противничке стране су имале ране шансе, а везиста Ференцвароша Истван Секе није успео да искористи грешку коју је направио Џеки Чарлтон из Лидса, пре него што је Питер Лоример из Лидса упутио ударац а голман Иштван Геци изванредно га одбранио. Лидс је постигао први и једини гол на утакмици у 41. минуту када је Лоримерова лопта из корнера прво дошла до Џека Чарлтона пре него што ју је Мик Џонс убацио у мрежу. Ммађарска страна је протестовала да је Чарлтон фаулирао голмана Иштвана Геција у току акције. У другом полувремену оба тима су имала шансе за гол, иако је гостујућа екипа имала најбоље шансе, а Иштван Секе је такође имао добру шансу.

#### Детаљи
| Лидс јунајтед | 1–0      | Ференцварош |
| ------------- | -------- | ----------- |
| Џонс 41’      | Извештај |             |

| Лидс јунајтед | Ференцварош |

| Лидс јунајтед    |    |                  |  |     |
|                  |    |                  |  |     |
| GK               | 1  | Гери Спрејк      |  |     |
| DF               | 2  | Пол Рини         |  |     |
| DF               | 3  | Тери Купер       |  |     |
| MF               | 4  | Били Бремнер (c) |  |     |
| DF               | 5  | Џек Чарлтон      |  |     |
| DF               | 6  | Норман Хантер    |  |     |
| FW               | 7  | Питер Лоример    |  |     |
| MF               | 8  | Паул Мадели      |  |     |
| FW               | 9  | Мик Џонс         |  | 70’ |
| MF               | 10 | Џони Џајлс       |  | 65’ |
| FW               | 11 | Еди Греј         |  |     |
| Резервни играчи: |    |                  |  |     |
| FW               |    | Род Белфит       |  | 70’ |
| FW               |    | Џими Гринхоф     |  | 65’ |
| Менаџер:         |    |                  |  |     |
| Дон Риви         |    |                  |  |     |

| Ференцварош      |    |                  |  |     |
|                  |    |                  |  |     |
| GK               | 1  | Иштван Геци      |  |     |
| DF               | 2  | Деже Новак (c)   |  |     |
| DF               | 3  | Миклош Панчич    |  |     |
| DF               | 6  | Шандор Хаваши    |  |     |
| MF               | 4  | Иштван Јухас     |  |     |
| FW               | 5  | Лајош Сич        |  |     |
| MF               | 8  | Иштван Секе      |  |     |
| MF               | 7  | Золтан Варга     |  |     |
| FW               | 9  | Флоријан Алберт  |  |     |
| MF               | 10 | Ђула Ракоши      |  |     |
| FW               | 11 | Мате Фењвеши     |  | 65’ |
| Резервни играчи: |    |                  |  |     |
| MF               | 13 | Ласло Балинт     |  | 65’ |
| MF               | 14 | Ласло Браникович |  | ?’  |
| Менаџер:         |    |                  |  |     |
| Карољ Лакат      |    |                  |  |     |

### Друга утакмица
Реванш, који је одржан пред импресивним бројем навијача од 76.000 људи на Ференцварошовом Непстадиону, био је под претњом да се неће одржати због растућих тензија између истока и запада као резултат инвазије Варшавског пакта на Чехословачку. У реваншу је Лидс играо много више дефанзивно него у првој утакмци и Лидс је био описан као "одбрана од десет играча". Ференцварош је доминирао, са јаким шансама у првом полувремену које су имали Ђула Ракоши и Иштван Секе. Ференцварошева доминација се наставила током целог меча, али нису успели да постигну гол. После меча, менаџер Лидса Дон Реви је изјавио: „Како се последњи звиждук ближио, сваки минут је изгледао као сат“. Победа над Ференцварошем означила је Лидсову прву велику европску титулу.

#### Детаљи
| Ференцварош | 0–0      | Лидс јунајтед |
| ----------- | -------- | ------------- |
|             | Извештај |               |

| Ференцварош | Лидс јунајтед |

|                  |    |                 |  |     |
|                  |    |                 |  |     |
| GK               | 1  | Иштван Геци     |  |     |
| DF               | 2  | Деже Новак (c)  |  |     |
| DF               | 3  | Миклош Панчич   |  |     |
| DF               | 6  | Шандор Хаваши   |  |     |
| MF               | 4  | Иштван Јухас    |  |     |
| FW               | 5  | Лајош Сич       |  |     |
| MF               | 8  | Иштван Секе     |  | 60’ |
| MF               | 7  | Золтан Варга    |  |     |
| FW               | 9  | Флоријан Алберт |  |     |
| MF               | 10 | Ђула Ракоши     |  |     |
| FW               | 18 | Шандор Катона   |  |     |
| Резервни играчи: |    |                 |  |     |
|                  | 17 | Јанош Караба    |  | 60’ |
| Менаџер:         |    |                 |  |     |
| Карољ Лакат      |    |                 |  |     |

|                  |    |                  |  |     |
|                  |    |                  |  |     |
| GK               | 1  | Гери Спрејк      |  |     |
| DF               | 2  | Пол Рини         |  |     |
| DF               | 3  | Тери Купер       |  |     |
| MF               | 4  | Били Бремнер (c) |  |     |
| DF               | 5  | Џек Чарлтон      |  |     |
| DF               | 6  | Норман Хантер    |  |     |
| MF               | 7  | Мајкл О'Грејди   |  |     |
| FW               | 9  | Питер Лоример    |  |     |
| MF               | 8  | Паул Мадели      |  |     |
| FW               | 10 | Мик Џонс         |  |     |
| FW               | 11 | Тери Хибит       |  | 68’ |
| Резервни играчи: |    |                  |  |     |
| MF               |    | Мик Бејтс        |  | 62’ |
| Менаџер:         |    |                  |  |     |
| Дон Риви         |    |                  |  |     |

Leeds United win 1–0 on aggregate